# Alistair Strathern

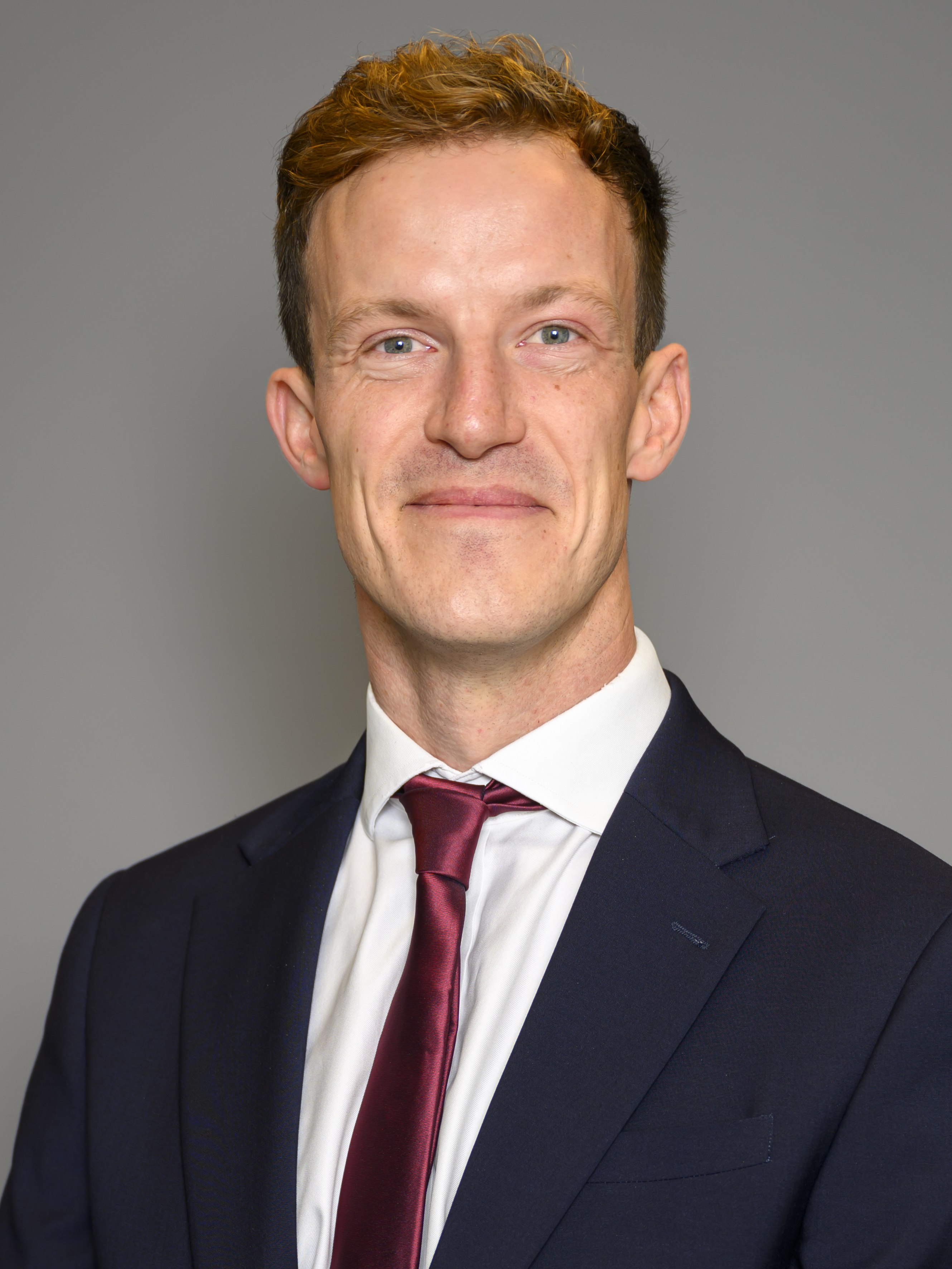
Alistair Strathern

Alistair Luke Strathern (* 5. März 1990 in Bedfordshire) ist ein britischer Politiker (Labour Party). Er war seit einer Nachwahl 2024 Abgeordneter im House of Commons für den Wahlkreis Mid Bedfordshire und ist seit der Parlamentswahl 2024 Abgeordneter für den Wahlkreis Hitchin.

## Kindheit, Studium
Strathern wuchs in Bedfordshire auf. Er besuchte die Sharnbrook Academy in Sharnbrook. Anschließend studierte er Philosophie, Politikwissenschaft und Volkswirtschaftslehrer am St Anne’s College in Oxford. Das Studium schloss er mit dem Bachelor of Arts ab. In Oxford war er Mitglied des Oxford University Labour Club. Schon während des Studiums kandidierte er 2010 bei der Kommunalwahl im Stimmbezirk Holywell für den Gemeinderat von Oxford City, er erreichte den 4. Platz.

## Berufliche Laufbahn
Nach dem Studium trat  Strathern eine Stelle bei der  Bank of England  an. Seine Aufgabe war es, Versicherungsfälle von Klimaschäden zu regulieren.  Von 26. Mai 2014 bis zu seinem Rücktritt am 5. September 2023 war er Gemeinderat im Waltham Forest London Borough Council für den Stimmbezirk Higham Hill on Waltham Forest London Borough Council.
Von 2014 and 2015 leitete er Ascham Homes Limited, eine arms-length management organisation (ein gemeinnütziges Unternehmen, das im Auftrag einer lokalen Behörde Wohnungsdienstleistungen erbringt), die Dienstleistungen im Rahmen des council housing (Vermieten von der Gemeinde gehörenden Sozialwohnungen) in Waltham Forest erbrachte.

## Parlamentarische Laufbahn
Im Rahmen der Nachwahl im Wahlkreis Mid Bedfordshire 2023 wurde Strathern mit 34,1 % der Stimmen zum Unterhausabgeordneten gewählt.
Die Zeitung The Guardian bezeichnete das Ergebnis als „einen schweren Schlag für Rishi Sunaks Hoffnungen, bei den Parlamentswahlen 2024 an der Macht zu bleiben“.
Im Januar 2024 wurde Strathern zum parlamentarischen Privatsekretär sowohl der Schattenschatzkanzlerin Rachel Reeves als auch des Schattenklimaministers Ed Miliband ernannt.
Ebenfalls im Januar 2024 kündigte er seine Absicht an, bei den Parlamentswahlen 2024 in Hitchin anzutreten, was aufgrund von Grenzänderungen seinen Wohnort Shefford und andere Teile von Mid Bedfordshire einschließen würde. Bei dieser Wahl siegte Strathern mit 44,8 % der Stimmen und einem Vorsprung von 8.109.

## Persönliches
Strathern hat an Protesten teilgenommen, die von der Umweltschutzorganisation Greenpeace organisiert wurden, einschließlich einer Aktion, die 2022 vor dem Innenministerium von einer Gruppe durchgeführt wurde, die sich gegen das Gesetz über die öffentliche Ordnung (Public Order Act) wandte.
Stratherns Partnerin ist Megan Corton Scott, die Kampagnen für Greenpeace organisiert. Strathern lispelt ein wenig, mit zunehmendem Alter hat jedoch das Lispeln nachgelassen. Er ist ein Cousin ersten Grades der ehemaligen Premierministerin Theresa May.
Strathern ist ein Anhänger des Fußballclubs Aston Villa.